# Quatrième livre de pièces de clavecin de Couperin

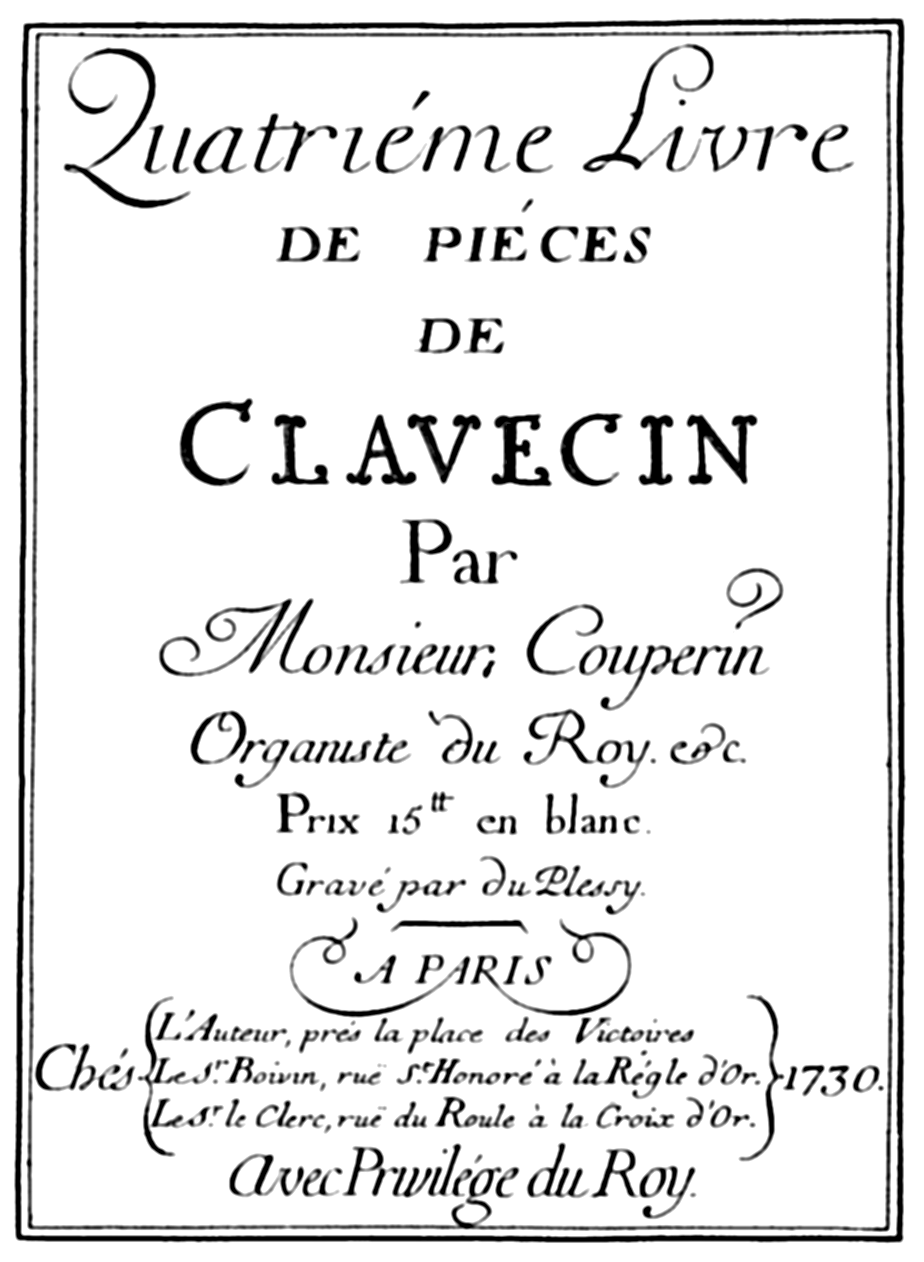
François Couperin - Quatrième Livre de Clavecin

Le Quatrième (et dernier) livre de pièces de clavecin de François Couperin paraît en 1730. Il comprend 8 ordres (no  20 à 27).
Cette dernière période de sa vie est assombrie par plusieurs deuils et par la maladie. Couperin, dont la santé n'a jamais été bonne depuis des années, sent ses forces décliner et renonce à ses différentes charges.
Le ton de sa préface à ce dernier ouvrage se ressent de sa lassitude : « Il y a environ trois ans que ces pièces sont achevées. Mais comme ma santé diminue de jour en jour, mes amis m'ont conseillé de cesser de travailler et je n'ai pas fait de grands ouvrages depuis. »

## Contenu du recueil
- 20e ordre, en sol majeur/mineur
La Princesse Marie ; La boufonne ; Les chérubins, ou L'aimable Lazure ; La Croûilli, ou La Couperinéte ; La fine Madelon ; La douce Janneton ; La Sezile ; Les tambourins
- 21e ordre, en mi mineur
La reine des cœurs; La bondissante; La Couperin; La harpée; La petite pince-sans rire
- 22e ordre, en ré majeur
Le trophée ; Le point du jour, allemande ; L'anguille ; Le croc-en-jambe ; Menuets croisés ; Les tours de passe-passe
- 23e ordre, en fa majeur
L'audacieuse ; Les tricoteuses ; L'arlequine ; Les gondoles de Délos ; Les satires, chèvre-pieds
- 24e ordre, en la majeur/mineur
Les vieux seigneurs, sarabande grave ; Les jeunes seigneurs ; Les dars-homicides ; Les guirlandes ; Les brinborions ; La divine-Babiche, ou Les amours badins ; La belle Javotte, autre fois l'infante ; L'amphibie, mouvement de passacaille
- 25e ordre, en mi bémol majeur/do mineur
La visionnaire ; La misterieuse ; La Monflambert ; La muse victorieuse ; Les ombres errantes
- 26e ordre, en fa dièse mineur
La convalescente ; Gavote ; La Sophie ; L’épineuse ; La pantomime
- 27e ordre, en si mineur
L'exquise, allemande ; Les pavots ; Les chinois ; Saillie.

## Discographie
- L'Œuvre pour clavecin (intégrales) :
  - Œuvres pour clavecin - Scott Ross (12CD Still éditions)
  - L'Œuvre pour clavecin - Noëlle Spieth (Solstice)
  - Œuvres pour clavecin - Kenneth Gilbert (10CD Harmonia Mundi)
  - Œuvres pour clavecin - Christophe Rousset (1992–1995, 11CD Harmonia Mundi)
  - Œuvres pour clavecin - Olivier Baumont (10CD Erato/Warner Classics)